# Лајм Вилиџ (Аљаска)
Лајм Вилиџ (енгл. Lime Village) насељено је место без административног статуса у америчкој савезној држави Аљаска.

## Демографија
По попису из 2010. године број становника је 29, што је 23 (383,3%) становника више него 2000. године.
| Група             | 2000.     | 2010.    |
| Белци             | 5 (83,3%) | 1 (3,4%) |
| Афроамериканци    | 0 (0,0%)  | 0 (0,0%) |
| Азијати           | 0 (0,0%)  | 0 (0,0%) |
| Хиспаноамериканци | 0 (0,0%)  | 0 (0,0%) |
| Укупно            | 6         | 29       |